# Diacrisia metelkana
Diacrisia metelkana — вид метеликів з родини еребід (Erebidae).

## Поширення
Вид поширений Південній і Центральній Європі та Північній Азії на схід до Японії.

## Зовнішній вигляд
Розмах крил 38–44 мм.

## Спосіб життя
Імаго літають в червні та липні. Личинки живляться кульбабою лікарською, молочаєм болотяним та калюжницею болотяною.